# Stelis pugiunculi
Stelis pugiunculi är en orkidéart som beskrevs av John Lindley. Stelis pugiunculi ingår i släktet Stelis och familjen orkidéer. Inga underarter finns listade i Catalogue of Life.